# Ababi Csilla
Ababi Csilla (Nagyvárad, 1983. július 19. – 2019. szeptember 16.) erdélyi magyar színművész.

## Életpályája
Középiskolai tanulmányait Nagyváradon végezte,  2001 és 2005 között a marosvásárhelyi Színművészeti Egyetem magyar tagozatán tanult.  Az egyetem elvégzése után, 2006-tól a nagyváradi Szigligeti Társulat tagja volt, és Művészeti Tanácsának tagja is. Alapító tagja volt az Oberon Csőszínház alternatív színházi társulatnak, és mentorként részt vett a Színház az iskolában, iskola a színházban nevű színházi nevelési programban. Minden műfajban, gazdagon, sajátos látásmóddal megformált szerepeket játszott. 
2019-ben, hosszas betegséget követően hunyt el.

## Munkássága
- Claire (Eisemann: Fekete Péter)
- Marja Antonova (Gogol:Revizor)
- Placida (Goldoni: A kávéház)
- Léna (Büchner: Leonce és Léna)
- A nő (Szijjártó Aletta: Az eset)
- Irina (A. P. Csehov: Három nővér)
- Lenszirom (Szilágyi Aladár: Leander és Lenszirom)*
- Irma (Székely Csaba: Bányavirág)
- Madelaine (Fényes Szabolcs: Maya)
- Eliante (Moliere: A mizantróp)
- Chi (Joel Pommerat: Az én kis hűtőkamrám)
- Annika, Ludovika (Brecht: Kaukázusi krétakör)
- Eszti (Tersánszky Józsi Jenő: Kakuk Marci).

## Díjak
- Földes Kati-díj, 2016
- Nívódíj a legjobb női főszerepért, 2016